# Eccellenza Abruzzo 2018-2019
L'Eccellenza Abruzzo 2018-2019 è il ventottesimo campionato regionale di Eccellenza organizzato in Abruzzo. Rappresenta il quinto livello della piramide calcistica italiana.

## Stagione

### Novità
In questa stagione di Eccellenza Abruzzo 2018-2019 avviene la fusione tra la Virtus Teramo (formazione neopromossa dalla Promozione Abruzzo 2017-2018) e il A.S.D Nereto FC 1914 (formazione di Prima Categoria abruzzese), dando vita all'A.S.D. Nereto Calcio 1914

### Formula
La formula prevede la promozione diretta in Serie D per la squadra che giunge in prima posizione al termine del campionato. I play-off si disputeranno tra la seconda e la quinta classificata: le semifinali si svolgeranno tra la seconda e la quinta classificata e tra la terza e la quarta, in casa della meglio classificata.

## Squadre partecipanti
| Club                                    | Città (provincia)               | Stadio                         | Stagione 2017-2018         |
| --------------------------------------- | ------------------------------- | ------------------------------ | -------------------------- |
| A.S.D. 2000 Acqua e Sapone Montesilvano | Montesilvano (PE)               | Stadio Galileo Speziale        | 12ª in Eccellenza Abruzzo  |
| A.S.D. Alba Adriatica                   | Alba Adriatica (TE)             | Stadio Luca Vallese            | 11ª in Eccellenza Abruzzo  |
| S.P.D. Amiternina                       | Scoppito (AQ)                   | Stadio Comunale                | 13ª in Eccellenza Abruzzo  |
| A.S.D. Capistrello                      | Capistrello (AQ)                | Stadio Comunale                | 7ª in Eccellenza Abruzzo   |
| A.S.D. Chieti F.C. 1922                 | Chieti                          | Stadio Guido Angelini          | 2ª in Eccellenza Abruzzo   |
| A.S.D. Cupello                          | Cupello (CH)                    | Stadio Comunale                | 14ª in Eccellenza Abruzzo  |
| Il Delfino Flacco Porto                 | Pescara                         | Campo San Marco                | 1ª in Promozione Abruzzo/B |
| A.S.D. Martinsicuro                     | Martinsicuro (TE)               | Stadio Alberto Tommolini       | 4ª in Eccellenza Abruzzo   |
| A.S.D. Miglianico                       | Miglianico (CH)                 | Stadio Fratelli Ciavatta       | 16ª in Eccellenza Abruzzo  |
| A.S.D. Nereto Calcio 1914               | Nereto (TE)                     | Stadio Comunale                | 1ª in Promozione Abruzzo/A |
| A.S.D. Nerostellati                     | Pratola Peligna (AQ)            | Stadio Ezio Ricci              | 18ª in Serie D/F           |
| A.S.D. Paterno                          | Paterno (AQ)                    | Stadio Comunale di Capistrello | 3ª in Eccellenza Abruzzo   |
| A.S.D. Penne Calcio                     | Penne (PE)                      | Stadio Fernando Colangelo      | 8ª in Eccellenza Abruzzo   |
| A.S.D. Pontevomano Calcio               | Villa Vomano di Teramo (TE)     | Stadio Comunale                | 2ª in Promozione Abruzzo/A |
| Renato Curi Angolana                    | Città Sant'Angelo (PE)          | Stadio Leonardo Petruzzi       | 10ª in Eccellenza Abruzzo  |
| A.S.D. Sambuceto Calcio                 | San Giovanni Teatino (CH)       | Stadio Cittadella dello Sport  | 9ª in Eccellenza Abruzzo   |
| A.S.D. Spoltore Calcio                  | Spoltore (PE)                   | Stadio Antonio Caprarese       | 5ª in Eccellenza Abruzzo   |
| Pol. D. Torrese                         | Villa Torre di Castellalto (TE) | Stadio Comunale                | 6ª in Eccellenza Abruzzo   |

## Classifica
Fonte:
|  | Pos. | Squadra                 | Pt | G  | V  | N  | P  | GF | GS  | DR  |
|  | ---- | ----------------------- | -- | -- | -- | -- | -- | -- | --- | --- |
|  | 1.   | Chieti                  | 64 | 34 | 19 | 7  | 8  | 63 | 33  | 30  |
|  | 2.   | Torrese                 | 59 | 34 | 18 | 5  | 11 | 59 | 46  | 13  |
|  | 3.   | Sambuceto               | 59 | 34 | 17 | 8  | 9  | 72 | 50  | 22  |
|  | 4.   | Spoltore                | 57 | 34 | 16 | 9  | 9  | 65 | 39  | 26  |
|  | 5.   | Alba Adriatica          | 55 | 34 | 15 | 10 | 9  | 52 | 41  | 11  |
|  | 6.   | Capistrello             | 54 | 34 | 15 | 9  | 10 | 45 | 42  | 3   |
|  | 7.   | Penne                   | 52 | 34 | 13 | 13 | 8  | 48 | 33  | 15  |
|  | 8.   | R.C. Angolana           | 49 | 34 | 12 | 13 | 9  | 37 | 28  | 9   |
|  | 9.   | Cupello                 | 45 | 34 | 11 | 12 | 11 | 47 | 45  | 2   |
|  | 10.  | Il Delfino Flacco Porto | 45 | 34 | 11 | 12 | 11 | 33 | 35  | -2  |
|  | 11.  | Acqua&Sapone            | 45 | 34 | 10 | 15 | 9  | 50 | 47  | 3   |
|  | 12.  | Pontevomano             | 45 | 34 | 11 | 12 | 11 | 43 | 44  | -1  |
|  | 13.  | Nereto                  | 45 | 34 | 11 | 12 | 11 | 42 | 38  | 4   |
|  | 14.  | Paterno                 | 45 | 34 | 12 | 9  | 13 | 47 | 47  | 0   |
|  | 15.  | Nerostellati            | 39 | 34 | 11 | 6  | 17 | 45 | 57  | -12 |
|  | 16.  | Miglianico              | 38 | 34 | 9  | 11 | 14 | 45 | 53  | -8  |
|  | 17.  | Amiternina              | 32 | 34 | 8  | 8  | 18 | 42 | 62  | -20 |
|  | 18.  | Martinsicuro            | 4  | 34 | 1  | 1  | 32 | 22 | 117 | -95 |

Legenda:

      Promossa in Serie D 2019-2020.

      Ammessa ai play-off nazionali.

  Partecipa ai play-off o ai play-out.

      Retrocessa in Promozione 2019-2020.

Note:

Tre punti a vittoria, uno a pareggio, zero a sconfitta.

## Risultati

### Tabellone
Ogni riga indica i risultati casalinghi della squadra segnata a inizio della riga, contro le squadre segnate colonna per colonna (che invece avranno giocato l'incontro in trasferta). Al contrario, leggendo la colonna di una squadra si avranno i risultati ottenuti dalla stessa in trasferta, contro le squadre segnate in ogni riga, che invece avranno giocato l'incontro in casa.
|                         | A&S  | AAD  | AMI  | CAP  | CHI  | CUP  | DFP  | MAR  | MIG  | NER  | NST  | PAT  | PEN  | PON  | RCA  | SAM  | SPO  | TOR  |
| ----------------------- | ---- | ---- | ---- | ---- | ---- | ---- | ---- | ---- | ---- | ---- | ---- | ---- | ---- | ---- | ---- | ---- | ---- | ---- |
| Acqua&Sapone            | –––– | 1-2  | 3-2  | 0-2  | 1-1  | 0-2  | 2-0  | 6-1  | 1-1  | 1-0  | 1-0  | 3-2  | 0-0  | 2-2  | 1-1  | 3-3  | 3-0  | 1-2  |
| Alba Adriatica          | 2-0  | –––– | 2-2  | 0-1  | 1-3  | 0-2  | 1-1  | 4-0  | 1-1  | 2-1  | 1-1  | 3-2  | 0-3  | 1-0  | 1-1  | 1-2  | 0-2  | 5-0  |
| Amiternina              | 2-2  | 0-1  | –––– | 1-0  | 1-2  | 2-2  | 3-1  | 3-0  | 0-2  | 2-1  | 2-4  | 1-1  | 1-1  | 2-3  | 0-1  | 1-3  | 1-1  | 4-1  |
| Capistrello             | 0-0  | 0-0  | 0-0  | –––– | 1-7  | 2-1  | 1-0  | 5-1  | 1-0  | 0-1  | 3-2  | 0-0  | 1-0  | 3-1  | 0-0  | 0-3  | 3-1  | 2-0  |
| Chieti                  | 0-1  | 3-1  | 3-0  | 0-1  | –––– | 0-0  | 0-0  | 5-0  | 2-3  | 1-1  | 2-1  | 3-0  | 0-2  | 3-1  | 0-0  | 1-0  | 2-3  | 1-0  |
| Cupello                 | 2-2  | 0-1  | 2-1  | 2-2  | 1-4  | –––– | 1-1  | 3-1  | 0-0  | 3-0  | 3-0  | 1-0  | 2-2  | 3-1  | 0-2  | 1-1  | 0-1  | 1-1  |
| Il Delfino Flacco Porto | 1-0  | 2-2  | 1-1  | 2-0  | 0-3  | 1-2  | –––– | 1-0  | 0-0  | 1-0  | 5-1  | 5-3  | 1-0  | 1-2  | 0-0  | 2-2  | 0-0  | 0-1  |
| Martinsicuro            | 1-4  | 1-3  | 1-2  | 0-3  | 1-2  | 2-6  | 0-2  | –––– | 1-2  | 1-2  | 1-2  | 0-1  | 0-3  | 0-1  | 0-3  | 0-1  | 2-2  | 2-5  |
| Miglianico              | 2-2  | 0-0  | 2-5  | 2-1  | 0-3  | 4-2  | 0-1  | 4-0  | –––– | 1-2  | 1-4  | 2-0  | 1-2  | 1-1  | 1-0  | 3-5  | 0-0  | 1-2  |
| Nereto                  | 1-0  | 2-3  | 1-0  | 3-0  | 0-0  | 1-0  | 0-1  | 7-1  | 2-2  | –––– | 4-1  | 1-0  | 0-2  | 0-0  | 1-1  | 1-2  | 1-1  | 2-2  |
| Nerostellati            | 3-4  | 0-2  | 0-1  | 4-4  | 3-1  | 1-1  | 0-1  | 3-0  | 0-0  | 1-2  | –––– | 1-0  | 0-1  | 0-2  | 1-0  | 1-2  | 1-0  | 1-0  |
| Paterno                 | 1-1  | 2-3  | 5-1  | 1-1  | 2-2  | 2-0  | 2-0  | 3-1  | 2-1  | 2-2  | 1-1  | –––– | 2-1  | 1-0  | 0-0  | 4-2  | 1-0  | 1-0  |
| Penne                   | 1-1  | 0-1  | 3-0  | 2-0  | 3-1  | 1-1  | 0-0  | 8-1  | 1-0  | 0-0  | 0-2  | 1-1  | –––– | 1-1  | 0-0  | 1-0  | 2-1  | 1-1  |
| Pontevomano             | 0-0  | 0-3  | 1-0  | 1-1  | 0-1  | 1-1  | 0-0  | 1-2  | 1-1  | 1-1  | 3-0  | 2-1  | 2-1  | –––– | 3-3  | 4-1  | 2-0  | 1-0  |
| R.C. Angolana           | 1-1  | 1-1  | 1-0  | 1-3  | 0-1  | 0-1  | 2-1  | 3-0  | 0-1  | 1-0  | 2-2  | 3-1  | 3-3  | 1-0  | –––– | 3-0  | 1-2  | 1-0  |
| Sambuceto               | 2-2  | 1-1  | 3-0  | 2-1  | 2-4  | 4-1  | 3-0  | 7-1  | 3-1  | 3-0  | 3-0  | 0-1  | 4-0  | 3-3  | 1-0  | –––– | 1-1  | 1-1  |
| Spoltore                | 5-0  | 4-2  | 4-0  | 1-2  | 0-1  | 2-0  | 1-1  | 7-0  | 3-1  | 1-1  | 3-2  | 3-1  | 1-1  | 5-2  | 2-0  | 3-1  | –––– | 3-1  |
| Torrese                 | 2-1  | 2-1  | 4-1  | 3-1  | 3-1  | 2-0  | 2-0  | 3-0  | 5-4  | 1-1  | 1-2  | 2-1  | 4-1  | 1-0  | 0-1  | 4-1  | 3-2  | –––– |

## Spareggi

### Play-off

#### Semifinali
|           | Risultati |                | Luogo e data               |
| --------- | --------- | -------------- | -------------------------- |
| Torrese   | 1-0 (dts) | Alba Adriatica | Castellalto, 5 maggio 2019 |
| Sambuceto | 6-0       | Spoltore       | Sambuceto, 5 maggio 2019   |
|           |           |                |                            |

#### Finale
|           | Risultati |         | Luogo e data          |
| --------- | --------- | ------- | --------------------- |
| Sambuceto | 3-3       | Torrese | Silvi, 11 maggio 2019 |
|           |           |         |                       |

### Play-out
|              | Risultati |            | Luogo e data                   |
| ------------ | --------- | ---------- | ------------------------------ |
| Nerostellati | 2-0       | Miglianico | Pratola Peligna, 5 maggio 2019 |
|              |           |            |                                |